# Heathers (série télévisée)
Cet article concerne l'adaptation en série télévisée. Pour le film de Michael Lehmann, voir Fatal Games.
Heathers est une série télévisée américaine en 10 épisodes de 32 à 40 minutes créée par Jason Micallef et basée sur le film Fatal Games de Michael Lehmann, sorti au cinéma en 1989.
La série était prévue pour être une anthologie dans laquelle chaque saison aurait été indépendante. La première saison est une adaptation libre et modernisé du film sur lequel la série se base. Les autres saisons auraient reprit le concept du film mais avec de nouveaux personnages et un nouveau contexte.
Prévue pour être diffusée sur Paramount Network au début de l'année 2018, la série a été repoussée à la suite de la fusillade de Parkland. En effet, comme le film, elle aborde de façon satirique le sujet de la violence en milieu scolaire. Elle est ensuite complètement abandonnée par la chaîne à la suite d'une nouvelle fusillade en milieu scolaire dans le pays, Paramount Network n'étant pas à l'aise à l'idée de diffuser une série abordant un tel sujet étant donné le climat aux États-Unis. Néanmoins, elle est finalement diffusée intégralement le 22 octobre 2018 sur le service de streaming de la chaîne puis à la télévision entre le 25 octobre 2018 et le 29 octobre 2018 dans une version censurée de 9 épisodes.
Lors de l'abandon de la série, la saison était entièrement tournée et disposait d'une fin. La compagnie de production Lakeshore Entertainment décide alors de vendre les droits de diffusion à plusieurs chaînes étrangères.
La série a donc été diffusée au cours de l'été 2018 dans plusieurs pays, majoritairement européens, avant sa diffusion américaine et dans sa version originale non censurée. Elle est inédite dans tous les pays francophones.

## Synopsis
Veronica Sawyer fait partie de la bande la plus populaire du lycée de Westerberg, les « Heathers », composée de Heather Chandler, une jeune fille ronde mais à l'aise dans ses formes ; Heather Duke, qui est non-binaire et désire avoir autant de pouvoir que Chandler, et Heather McNamara, qui fait semblant d'être lesbienne.
Néanmoins, Veronica n'apprécie pas vraiment ses amis et ne supporte plus leurs comportement de « reines » du lycée car même si ce sont les élèves les plus populaires, les « Heathers » sont craintes plus qu'elles ne sont aimées. Veronica commence alors à se rapprocher de « J.D. », un garçon mystérieux qui ne porte pas les amis de Veronica dans son cœur.
Un soir, lors d'une fête, Veronica insulte Heather Chandler lors d'un élan de rage. Chandler menace alors de détruire la vie sociale de Veronica dans les prochains jours. Plus tard dans la soirée, Veronica croise « J.D. », ce dernier décide de l'aider à se venger. Néanmoins, les choses ne se passent pas comme prévu.
L'année scolaire de Veronica va alors prendre une tournure plus sombre et violente. Mais une question va également vite se poser : Veronica est-elle vraiment la bonne personne dans cette histoire ?

## Distribution

### Acteurs principaux
- Grace Victoria Cox (VF : Kelly Marot) : Veronica Sawyer
- Melanie Field (VF : Karine Foviau) : Heather Chandler
- James Scully (VF : Benjamin Bollen) : Jason « J.D. » Dean
- Brendan Scannell (VF : Paolo Domingo) : Heather « Heath » Duke
- Jasmine Mathews (VF : Laurence Sacquet) : Heather McNamara[note 1]

### Acteurs récurrents
- Deanna Cheng (VF : Laurence Dourlens) : Pauline Fleming
- Drew Droege (en) (VF : Laurent Morteau) : Maurice Dennis
- Kurt Fuller (VF : Marc Perez) : le principal Gowan
- Travis Schuldt (VF : Yann Guillemot) : coach Cox
- Nikki SooHoo (VF : Lila Lacombe) : Betty Finn
- Cameron Gellman (VF : Adrien Solis) : Kurt Kelly
- Mandy June Turpin (VF : Daria Levannier) : Mme Sawyer
- Wallace Langham (VF : Guillaume Bourboulon) : Kevin Sawyer
- Rebecca Wisocky : Martha Chandler
- Jamie Kaler (en) (VF : Guillaume Bourboulon) : « Big Bud » Dean
- Matthew Rocheleau (VF : Jérémy Bardeau) : David Waters
- Brett Cooper (VF : Cécile Gatto) : Brianna Parker
- Jesse Leigh (VF : Alexis Gilot) : Peter Dawson
- Romel De Silva (VF : Rémi Goutalier) : Kyle
- Adwin Brown (VF : Jérôme Ragon) : Seth
- Jeremy Culhane (VF : Jonathan Benhamou) : Dylen Lutz
- Christina Burdette (VF : Marion Lécrivain) : Julie
- Annalisa Cochrane (VF : Mélanie Mariale) : Shelby Dunnstock
- Sophia Grosso : Driffany Tompkins
- Allyn Morse : Annie
- Paige Weldon : Lily

### Invités spéciaux

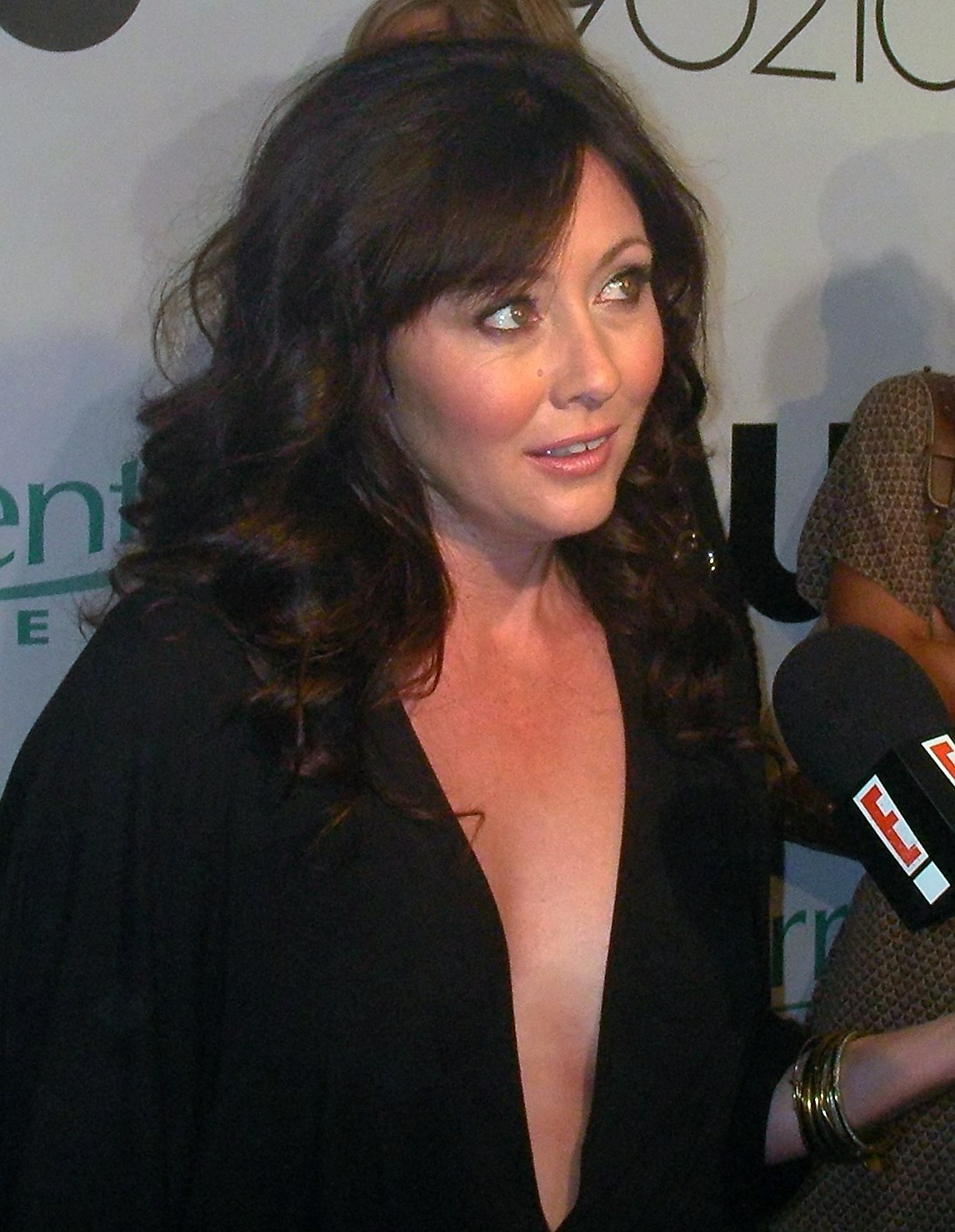
L'actrice Shannen Doherty, qui interprétait Heather Duke dans le film, apparait dans trois épisodes de la série.

- Selma Blair (VF : Laura Préjean) : Jade Duke (4 épisodes)
- Shannen Doherty (VF : Anne Rondeleux) : Annabel Dean / Dr Destiny (3 épisodes)

- Direction artistique : Catherine Brot[6]

 Source et légende : version française (VF) sur RS Doublage et Doublage Séries Database

## Production

### Développement
En 2009, Sony Pictures Television annonce développer une série télévisée adaptée du film culte Fatal Games pour le réseau Fox. Le projet devait être produit avec la compagnie de production Lakeshore Entertainment qui dispose des droits du film. La série aurait été un reboot modernisé du film. Néanmoins, le studio ne communique plus jamais sur le projet par la suite.
En 2012, c'est la chaîne câblée Bravo qui annonce le développement d'une série adaptée du film. La série était prévue pour être une suite du film, voyant le retour de Veronica à Sherwood vingt ans après les événements du film avec sa fille adolescente. Au lycée, sa fille aurait affronté un nouveau groupe les « Ashley », les filles de Heather Duke et Heather McNamara. Aucun acteurs du film n'était rattachés au projet. Néanmoins, en août 2012, la chaîne annonce ne pas commander de pilote.
En 2016, la chaîne américaine TV Land commande un pilote pour une série d'anthologie adaptée du film. La première saison serait une version moderne du film, revisitant l'histoire de Veronica contre les « Heathers ». La série est officiellement commandée par la chaîne en janvier 2017.
Plus tard dans l'année, la chaîne sœur de TV Land, Paramount Network, récupère la série et annonce une diffusion pour le début de l'année 2018. Pour l'occasion, la chaîne diffuse une première bande-annonce, mettant en scène des personnages et une trame sensiblement différents à ceux du film. Le trailer reçoit un accueil très négative de la part des fans du film.
Le premier épisode est mis en ligne en février 2018 par la Paramount Network dans le but de promouvoir le lancement de la série, prévu pour mars de la même année. Ce dernier reçoit des critiques moins sévères mais divise.

### Distribution des rôles
En octobre 2016, Grace Victoria Cox et James Scully rejoignent la distribution pour interpréter le célèbre couple du film, Veronica et « J.D. », rendu célèbre par Winona Ryder et Christian Slater. Plus tard dans le mois, Melanie Field, Brendan Scannell, et Jasmine Mathews rejoignent la série pour le rôle des « Heathers ».
En novembre 2016, il est annoncé que Shannen Doherty, qui interprétait Heather Duke dans le film, rejoignait la série pour jouer le rôle de la mère de « J.D. ».
En juin 2017, Birgundi Baker et Cameron Gellman signent pour rejoindre la distribution récurrente de la série. Ils sont rejoints le mois suivant par Selma Blair qui interprétera la belle-mère de Heather Duke, décrite comme « une ancienne strip teaseuse fumeuse de cigarettes mentholés ».

### Tournage
Le tournage du pilote s'est déroulé en novembre 2016 à Los Angeles. Après la commande de la série, le tournage du reste de la saison commence au cours du printemps 2017 pour se terminer en automne, toujours à Los Angeles.

### Abandon par Paramount Network
Fin février, la chaîne annonce repousser la diffusion de la série à la suite de la fusillade de Parkland par respect aux victimes, la série abordant de manière satirique le sujet de la violence en milieu scolaire ainsi que celui des armes.
Le lancement de la série est ensuite annoncé pour le mois de juillet 2018, pour une diffusion en tant que série de l'été. Néanmoins, à la suite de la fusillade du lycée de Santa Fe, la chaîne annonce l'abandon complet de la série, malgré le fait que le tournage de la saison soit entièrement terminé. Le groupe Viacom, propriétaire de la chaîne, annonce être mal à l'aise à l'idée de diffuser un tel programme étant donné le climat actuel du pays.
Keith Cox, le directeur de la chaîne annonce que la série a été tournée « avant que le climat change » et que « une série se déroulant dans un lycée avec des thèmes aussi sombres n'était pas quelque chose de juste » à diffuser actuellement.
Lors de l'abandon de la chaîne la première saison était entièrement tournée et les scénaristes avaient commencés à travailler sur la deuxième saison. En effet, Paramount Network pensait déjà au renouvellement de la série avant les fusillades. La série était prévue pour être une anthologie dans laquelle chaque saison aurait été indépendante mais auraient reprit le concept du film : une jeune fille contre un groupe. La saison deux devait se dérouler au sein de la cour de Marie-Antoinette d'Autriche. Une grande partie de la distribution de la première saison aurait fait son retour avec de nouveaux personnages. Le titre de cette éventuelle seconde saison est d'ailleurs révélé lors de l'épisode final, Heaters: Revolution.
La compagnie de production Lakeshore Entertainment annonce vouloir proposer à d'autres chaînes de racheter le programme aux États-Unis mais également que les scénaristes continueront à travailler sur l'écriture de la deuxième saison pour pouvoir proposer directement deux saisons aux chaînes.

### Diffusion à l'international
L'unique saison de la série ayant été entièrement produite et disposant d'une fin, la compagnie de production Lakeshore Entertainment décide de vendre les droits de diffusion de la série à plusieurs chaînes étrangères.
Le 11 juillet 2018, plusieurs versions européennes du service de streaming de la chaîne HBO entament la diffusion de la série à raison de deux épisodes par semaine avant une diffusion télévisée en septembre. La Bosnie-Herzégovine, la Bulgarie, la Croatie, la Pologne ou encore la Suède, la Finlande et la Norvège font partie des quelques pays ayant diffusés la série. Le même jour, la version espagnole de HBO met en ligne les trois premiers épisodes avant de mettre en ligne le reste le 18 juillet 2018. La série est également mise en ligne au Portugal.
La série fut également diffusée sur Digiturk en Turquie et à Chypre, sur OTE en Grèce et sur Síminn en Islande. Le premier pays non européens à diffuser la série est l'Australie dont l'intégralité a été proposée en septembre sur le service Stan.

### Version censurée sur Paramount Network
Au début du mois d'octobre 2018, Paramount Network annonce avoir finalement récupéré la série. Néanmoins, la chaîne diffusera une version censurée de la série composée de 9 épisodes.
Parmi les scènes coupées : la scène du jeu vidéo dans le cinquième épisode et l'intégralité du dixième épisode, dont seule la scène d'introduction a été conservée et greffée au neuvième épisode. Cette décision a été prise car pour la chaîne, le dernier épisode de la série est trop sensible pour le public américain.
La chaîne a diffusé intégralement cette version censurée sur son service de streaming le 22 octobre 2018 puis à la télévision entre le 25 octobre 2018 et le 29 octobre 2018.
Le 28 octobre 2018, la chaîne annonce que les épisodes sept et huit de la série ne seront pas diffusés à la télévision mais uniquement en ligne à la suite de la fusillade dans une synagogue de Pittsburgh.
En mai 2019, le nouveau président de la chaîne, Kent Alterman, confirme qu'il ne prévoit pas de relancer la série à la suite de la diffusion de sa première et unique saison.

## Épisodes
L'unique saison est composée de 10 épisodes, ils ont été diffusés pour la première fois dans quelques pays européens durant l'été 2018. Les titres originaux des épisodes sont des répliques du film Fatal Games sur lequel la série est basée et que la saison adapte.
Aux États-Unis, la saison ne contient que neuf épisodes à la suite d'une diffusion dans une version censurée.
1. Pilot
2. She's Going to Cry
3. Date Rapes and AIDS Jokes
4. Our Love is God
5. Reindeer Games
6. Hot Probs
7. Do I Look Like Mother Theresa?
8. Call Us When the Shuttle Lands
9. I'm a No-Rust-Build-Up Man Myself
10. Are We Going to Prom or Hell?

## Accueil

### Audiences
| Saisons | Diffusion            | Nombre d'épisodes | Lancement       | Lancement       | Final           | Final           | Téléspectateurs (en moyenne) |
| Saisons | Diffusion            | Nombre d'épisodes | Date            | Téléspectateurs | Date            | Téléspectateurs | Téléspectateurs (en moyenne) |
| ------- | -------------------- | ----------------- | --------------- | --------------- | --------------- | --------------- | ---------------------------- |
| 1       | Jeudi au Lundi, 22 h | 9                 | 25 octobre 2018 | 156 000         | 29 octobre 2018 | 68 000          | 98 000                       |

### Critiques
La série divise la critique américaine. Sur le site agrégateur de critiques Rotten Tomatoes, elle obtient 30 % de critiques positives, avec une note moyenne de 5,38/10 sur la base de 20 critiques collectées. Le consensus établi par le site salue la performance des comédiens mais reproche que la critique sociale de la série soit parfois fouillis.
Sur le site Metacritic, elle reçoit également des critiques mitigées, obtenant une note de 40/100 basée sur 9 critiques collectées.

## Autour de la série

### Hellscape with Heather Duke
Pour la accompagner la diffusion américaine de la saison, Paramount Network diffusais en ligne après chaque épisode un court épisode d'une web-série intitulée Hellscape with Heather Duke, une émission fictive présentée par Heather « Heath » Duke, interprété par Brendan Scannell.
Dans cette émission, Heather résume les derniers événements et potins de Westerberg. C'est une sorte de résumé des épisodes, permettant de connaitre l'avis de Heather Duke mais également de découvrir des informations supplémentaires sur l'épisode en question.

### Bandes originales
Le 12 octobre 2018, Lakeshore Records édite une bande originale contenant une sélection de chansons pouvant être entendues dans la série. Une édition limitée en disque vinyle est sortie le 25 janvier 2019 en exclusivité chez Urban Outfitters.
Le 19 octobre 2018, une seconde bande originale contenant les compositions instrumentales de Chris Alan Lee pour la série est publiée par le label. Ce deuxième album contient également deux chansons interprétée par des acteurs de la série : Lemmings Lament par Melanie Field et une reprise de Heaven Is a Place on Earth par Brendan Scannell, Melanie Field et Birgundi Baker.
| Heathers: A Paramount Network Original Series Soundtrack | Heathers: A Paramount Network Original Series Soundtrack | Heathers: A Paramount Network Original Series Soundtrack | Heathers: A Paramount Network Original Series Soundtrack | Heathers: A Paramount Network Original Series Soundtrack | Heathers: A Paramount Network Original Series Soundtrack | Heathers: A Paramount Network Original Series Soundtrack | Heathers: A Paramount Network Original Series Soundtrack | Heathers: A Paramount Network Original Series Soundtrack | Heathers: A Paramount Network Original Series Soundtrack |
| No                                                       | Titre                                                    | Artiste                                                  | Durée                                                    |                                                          |                                                          |                                                          |                                                          |                                                          |                                                          |
| -------------------------------------------------------- | -------------------------------------------------------- | -------------------------------------------------------- | -------------------------------------------------------- | -------------------------------------------------------- | -------------------------------------------------------- | -------------------------------------------------------- | -------------------------------------------------------- | -------------------------------------------------------- | -------------------------------------------------------- |
| 1.                                                       | Coming for You                                           | Anna Dellaria                                            | 0:19                                                     |                                                          |                                                          |                                                          |                                                          |                                                          |                                                          |
| 2.                                                       | Que Sera, Sera                                           | Pink Martini                                             | 4:05                                                     |                                                          |                                                          |                                                          |                                                          |                                                          |                                                          |
| 3.                                                       | Nobody Speak                                             | DJ Shadow                                                | 3:15                                                     |                                                          |                                                          |                                                          |                                                          |                                                          |                                                          |
| 4.                                                       | Hold On                                                  | Wilson Phillips                                          | 4:23                                                     |                                                          |                                                          |                                                          |                                                          |                                                          |                                                          |
| 5.                                                       | Hand Clapping Song (Josh Mobley Remix)                   | The Meters                                               | 1:27                                                     |                                                          |                                                          |                                                          |                                                          |                                                          |                                                          |
| 6.                                                       | I'm Happy                                                | Bury the Wren                                            | 3:35                                                     |                                                          |                                                          |                                                          |                                                          |                                                          |                                                          |
| 7.                                                       | Every Rose Has Its Thorn                                 | Poison                                                   | 4:18                                                     |                                                          |                                                          |                                                          |                                                          |                                                          |                                                          |
| 8.                                                       | Tomboy                                                   | Princess Nokia                                           | 3:36                                                     |                                                          |                                                          |                                                          |                                                          |                                                          |                                                          |
| 9.                                                       | Destroy Everything You Touch                             | Ladytron                                                 | 4:36                                                     |                                                          |                                                          |                                                          |                                                          |                                                          |                                                          |
| 10.                                                      | I Think We're Alone Now                                  | Tiffany                                                  | 3:46                                                     |                                                          |                                                          |                                                          |                                                          |                                                          |                                                          |
| 11.                                                      | GO!                                                      | Santigold                                                | 3:22                                                     |                                                          |                                                          |                                                          |                                                          |                                                          |                                                          |
| 12.                                                      | Is That All There Is?                                    | Peggy Lee                                                | 4:19                                                     |                                                          |                                                          |                                                          |                                                          |                                                          |                                                          |
| 41:15                                                    |                                                          |                                                          |                                                          |                                                          |                                                          |                                                          |                                                          |                                                          |                                                          |

| Heathers: A Paramount Network Original Series - Original Score by Chris Alan Lee | Heathers: A Paramount Network Original Series - Original Score by Chris Alan Lee | Heathers: A Paramount Network Original Series - Original Score by Chris Alan Lee | Heathers: A Paramount Network Original Series - Original Score by Chris Alan Lee | Heathers: A Paramount Network Original Series - Original Score by Chris Alan Lee | Heathers: A Paramount Network Original Series - Original Score by Chris Alan Lee | Heathers: A Paramount Network Original Series - Original Score by Chris Alan Lee | Heathers: A Paramount Network Original Series - Original Score by Chris Alan Lee | Heathers: A Paramount Network Original Series - Original Score by Chris Alan Lee | Heathers: A Paramount Network Original Series - Original Score by Chris Alan Lee |
| No                                                                               | Titre                                                                            | Artiste                                                                          | Durée                                                                            |                                                                                  |                                                                                  |                                                                                  |                                                                                  |                                                                                  |                                                                                  |
| -------------------------------------------------------------------------------- | -------------------------------------------------------------------------------- | -------------------------------------------------------------------------------- | -------------------------------------------------------------------------------- | -------------------------------------------------------------------------------- | -------------------------------------------------------------------------------- | -------------------------------------------------------------------------------- | -------------------------------------------------------------------------------- | -------------------------------------------------------------------------------- | -------------------------------------------------------------------------------- |
| 1.                                                                               | Heather Chandler Is Looking for You                                              | Brendan Scannell (dialogue)                                                      | 0:07                                                                             |                                                                                  |                                                                                  |                                                                                  |                                                                                  |                                                                                  |                                                                                  |
| 2.                                                                               | Viral Casualty                                                                   |                                                                                  | 2:42                                                                             |                                                                                  |                                                                                  |                                                                                  |                                                                                  |                                                                                  |                                                                                  |
| 3.                                                                               | What the Queef Is This?                                                          |                                                                                  | 2:38                                                                             |                                                                                  |                                                                                  |                                                                                  |                                                                                  |                                                                                  |                                                                                  |
| 4.                                                                               | American Carousel of Tragedy                                                     |                                                                                  | 1:59                                                                             |                                                                                  |                                                                                  |                                                                                  |                                                                                  |                                                                                  |                                                                                  |
| 5.                                                                               | Dear Diary                                                                       |                                                                                  | 0:44                                                                             |                                                                                  |                                                                                  |                                                                                  |                                                                                  |                                                                                  |                                                                                  |
| 6.                                                                               | Discount Hobgoblins                                                              |                                                                                  | 0:51                                                                             |                                                                                  |                                                                                  |                                                                                  |                                                                                  |                                                                                  |                                                                                  |
| 7.                                                                               | Heather Is Back                                                                  |                                                                                  | 1:03                                                                             |                                                                                  |                                                                                  |                                                                                  |                                                                                  |                                                                                  |                                                                                  |
| 8.                                                                               | I Am Suicide                                                                     |                                                                                  | 1:40                                                                             |                                                                                  |                                                                                  |                                                                                  |                                                                                  |                                                                                  |                                                                                  |
| 9.                                                                               | Jade Can You Not Smoke Your Whore Cigarettes                                     |                                                                                  | 0:33                                                                             |                                                                                  |                                                                                  |                                                                                  |                                                                                  |                                                                                  |                                                                                  |
| 10.                                                                              | What's Your Damage?                                                              |                                                                                  | 1:27                                                                             |                                                                                  |                                                                                  |                                                                                  |                                                                                  |                                                                                  |                                                                                  |
| 11.                                                                              | You Always Had to Be Blue                                                        |                                                                                  | 1:12                                                                             |                                                                                  |                                                                                  |                                                                                  |                                                                                  |                                                                                  |                                                                                  |
| 12.                                                                              | Butcher's Bridge                                                                 |                                                                                  | 2:06                                                                             |                                                                                  |                                                                                  |                                                                                  |                                                                                  |                                                                                  |                                                                                  |
| 13.                                                                              | You Have the Political Beliefs of a Dorm Room Poster                             |                                                                                  | 0:58                                                                             |                                                                                  |                                                                                  |                                                                                  |                                                                                  |                                                                                  |                                                                                  |
| 14.                                                                              | This Is Lizzy OMG U Never Buy Me Anything                                        |                                                                                  | 0:37                                                                             |                                                                                  |                                                                                  |                                                                                  |                                                                                  |                                                                                  |                                                                                  |
| 15.                                                                              | Total Bootcut Jean                                                               |                                                                                  | 1:34                                                                             |                                                                                  |                                                                                  |                                                                                  |                                                                                  |                                                                                  |                                                                                  |
| 16.                                                                              | You're a Dinner Roll. A Side Salad                                               |                                                                                  | 0:58                                                                             |                                                                                  |                                                                                  |                                                                                  |                                                                                  |                                                                                  |                                                                                  |
| 17.                                                                              | Heather? We're Okay. Right                                                       |                                                                                  | 1:47                                                                             |                                                                                  |                                                                                  |                                                                                  |                                                                                  |                                                                                  |                                                                                  |
| 18.                                                                              | It's Always Been Veronica                                                        |                                                                                  | 1:18                                                                             |                                                                                  |                                                                                  |                                                                                  |                                                                                  |                                                                                  |                                                                                  |
| 19.                                                                              | JD's Alibi                                                                       |                                                                                  | 2:26                                                                             |                                                                                  |                                                                                  |                                                                                  |                                                                                  |                                                                                  |                                                                                  |
| 20.                                                                              | The Pent Up Rage of an Overachiever                                              |                                                                                  | 3:09                                                                             |                                                                                  |                                                                                  |                                                                                  |                                                                                  |                                                                                  |                                                                                  |
| 21.                                                                              | Tag Is for Little Girls, Betty                                                   |                                                                                  | 1:49                                                                             |                                                                                  |                                                                                  |                                                                                  |                                                                                  |                                                                                  |                                                                                  |
| 22.                                                                              | Dentist Trip                                                                     |                                                                                  | 2:06                                                                             |                                                                                  |                                                                                  |                                                                                  |                                                                                  |                                                                                  |                                                                                  |
| 23.                                                                              | Moby Dick                                                                        |                                                                                  | 2:08                                                                             |                                                                                  |                                                                                  |                                                                                  |                                                                                  |                                                                                  |                                                                                  |
| 24.                                                                              | JD vs. Heather C                                                                 |                                                                                  | 2:07                                                                             |                                                                                  |                                                                                  |                                                                                  |                                                                                  |                                                                                  |                                                                                  |
| 25.                                                                              | JD vs. Veronica                                                                  |                                                                                  | 1:49                                                                             |                                                                                  |                                                                                  |                                                                                  |                                                                                  |                                                                                  |                                                                                  |
| 26.                                                                              | Kissing Betty                                                                    |                                                                                  | 1:47                                                                             |                                                                                  |                                                                                  |                                                                                  |                                                                                  |                                                                                  |                                                                                  |
| 27.                                                                              | In the Clear for Now                                                             |                                                                                  | 2:16                                                                             |                                                                                  |                                                                                  |                                                                                  |                                                                                  |                                                                                  |                                                                                  |
| 28.                                                                              | Heather vs. Heather                                                              |                                                                                  | 1:40                                                                             |                                                                                  |                                                                                  |                                                                                  |                                                                                  |                                                                                  |                                                                                  |
| 29.                                                                              | She Needs a Mani not a Pedo                                                      |                                                                                  | 2:21                                                                             |                                                                                  |                                                                                  |                                                                                  |                                                                                  |                                                                                  |                                                                                  |
| 30.                                                                              | The Royal Murder                                                                 |                                                                                  | 1:59                                                                             |                                                                                  |                                                                                  |                                                                                  |                                                                                  |                                                                                  |                                                                                  |
| 31.                                                                              | Heaven & Hell                                                                    |                                                                                  | 2:24                                                                             |                                                                                  |                                                                                  |                                                                                  |                                                                                  |                                                                                  |                                                                                  |
| 32.                                                                              | Oops. 911                                                                        |                                                                                  | 2:19                                                                             |                                                                                  |                                                                                  |                                                                                  |                                                                                  |                                                                                  |                                                                                  |
| 33.                                                                              | The Devil's J**z                                                                 |                                                                                  | 2:02                                                                             |                                                                                  |                                                                                  |                                                                                  |                                                                                  |                                                                                  |                                                                                  |
| 34.                                                                              | Human Red Flag                                                                   |                                                                                  | 3:02                                                                             |                                                                                  |                                                                                  |                                                                                  |                                                                                  |                                                                                  |                                                                                  |
| 35.                                                                              | Coming for You                                                                   | Anna Dellaria                                                                    | 0:19                                                                             |                                                                                  |                                                                                  |                                                                                  |                                                                                  |                                                                                  |                                                                                  |
| 36.                                                                              | Lemmings Lament                                                                  | Melanie Field                                                                    | 2:36                                                                             |                                                                                  |                                                                                  |                                                                                  |                                                                                  |                                                                                  |                                                                                  |
| 37.                                                                              | Heaven Is a Place on Earth                                                       | Brendan Scannell, Melanie Field et Birgundi Baker                                | 1:56                                                                             |                                                                                  |                                                                                  |                                                                                  |                                                                                  |                                                                                  |                                                                                  |
| 01:04:28                                                                         |                                                                                  |                                                                                  |                                                                                  |                                                                                  |                                                                                  |                                                                                  |                                                                                  |                                                                                  |                                                                                  |